# Chañaral
Chañaral è un comune del Cile della provincia di Chañaral nella Regione di Atacama. Al censimento del 2002 possedeva una popolazione di 13.543 abitanti.

## Società

### Evoluzione demografica
| Censimento del 1992 | Censimento del 2002 |
| 13.936 ab.          | 13.543 ab.          |